# Tarte aux pacanes
Pour les articles homonymes, voir Pecan Pie.
La tarte aux pacanes aussi appelée tarte aux noix de pécan en France est une tarte composée de noix de pacane mélangées à une garniture d'œufs, de beurre et de sucre (généralement du sirop de maïs). Des variantes peuvent inclure du sucre blanc ou brun, du sirop de canne, du sirop de sucre, de la mélasse, du sirop d'érable ou du miel. Elle est couramment servie lors des repas de fête aux États-Unis et est considérée comme une spécialité d'origine sudiste,. La plupart des recettes de tarte aux noix de pacane incluent du sel et de la vanille en tant qu'arômes. La tarte aux noix de pacane peut être servie avec de la crème fouettée, de la glace à la vanille ou du glaçage au beurre américain.

## Tarte aux pacanes de la Nouvelle-Orléans
Les tentatives visant à retracer l'origine du plat n'ont pas permis de trouver de recettes antérieures à une recette de tarte aux noix de pécan publiée dans Harper's Bazaar en 1886,. La tarte aux noix de pécan existait avant l'invention du sirop de maïs et les recettes plus anciennes utilisaient du sirop à base de sucre plus foncé ou de mélasse. Le livre de cuisine du Congressional Club de 1929 contient une recette de tarte qui n'utilise que des œufs, du lait, du sucre et des noix de pécan. Le fabricant américain de sirop de maïs Karo a largement contribué à populariser le plat et de nombreuses variantes (caramel, cannelle, crème de whisky, beurre de cacahuète, etc.) de la tarte classique. La société a affirmé que le plat était une création des années 1930 à partir d'une «nouvelle utilisation» du sirop de maïs,. Des livres de cuisine bien connus tels que Fannie Farmer (en) et The Joy of Cooking n'incluaient pas ce dessert avant 1940. La tarte aux noix de pécan a été étroitement associée à la culture du sud des États-Unis dans les années 1940 et 1950.
La noix de pécan est originaire du sud des États-Unis. Des preuves archéologiques trouvées au Texas indiquent que les Amérindiens utilisaient des noix de pécan il y a plus de 8 000 ans. Le mot pécan est un dérivé de l'anglais pecan, lui-même dérivé du début du XVIIIe siècle du français louisianais pacane. Le mot a pour origine l'algonquin, pakani, désignant une noix,.
Des tartes au sucre telles que la tarte à la mélasse ont été attestées dans l'Europe médiévale et adaptées en Amérique du Nord aux ingrédients disponibles, ce qui a donné naissance à des plats tels que la tarte shoofly (à la mélasse), la tarte au sucre, la tarte au beurre.
La tarte aux pacanes a été désignée en 2013 « Tarte de l'État du Texas » par la législature d'État.

## Dans la culture
- Pecan Pie, court métrage de Michel Gondry.
- Quand Harry rencontre Sally de Rob Reiner. Dans une scène entre Billy Crystal et Meg Ryan au milieu du Temple de Dendour au Met.
- The Cowboy Pecan Pie, court métrage de Paul Cadenhead de 2022.